# Igaracy
Igaracy är en kommun i Brasilien.   Den ligger i delstaten Paraíba, i den östra delen av landet, 1 400 km nordost om huvudstaden Brasília. Antalet invånare är 6 156.
Omgivningarna runt Igaracy är huvudsakligen savann. Runt Igaracy är det ganska glesbefolkat, med 26 invånare per kvadratkilometer.